# Rollot (kaas)
De rollot is een Franse kaas die gemaakt wordt in de omgeving van Rollot, in Picardië, in het department Somme.
De rollot was vroeger een bekende kaas: in de tijd van Lodewijk XIV werd aan de kaas zelfs het predicaat "koninklijk" verleend. Leenheren verwachtten van hun boeren de belastingafdracht deels in rollots. Waar de productie aan het begin van de 20e eeuw nog op 300 000 kazen per jaar geschat werd, is de productie van de rollot tegenwoordig zeer beperkt, slechts een enkele boer uit die omgeving maakt de kaas nog op de traditionele wijze. Wel is het zo dat een paar kleine kaasfabrieken uit de omgeving een vergelijkbare kaas in een hartvorm met die naam op de markt gezet hebben.
De kaas wordt gemaakt van koemelk, de melk wordt verwarmd tot 23-25°C, en stremsel wordt toegevoegd. In 6-7 uur stremt de melk. De wrongel wordt in metalen kaasvormen gedaan, twee kazen per vorm. In die vormen lekt de kaas verder uit, er wordt hierbij geen druk uitgeoefend. Na het uit de vormen halen worden de kazen gezouten en te drogen gelegd. Na 2 dagen begint de rijping in een rijpingskelder bij een temperatuur van 13-14°C. De kaas wordt om de 2 dagen gekeerd en rijpt zo een twintigtal dagen.
Een tweede fase in de rijping volgt van minimaal 35 dagen bij een lagere temperatuur (10-12°C), in deze tijd krijgt de kaas zijn roodachtige korst.
De kaas heeft een rijpingstijd tussen de 4 en de 6 tot zelfs 8 weken. Resultaat is een roodachtige kaas met een sterke smaak, die naarmate hij langer rijpt nog geprononceerder wordt.